# Hetedhéthatár
A Hetedhéthatár Pécsett szerkesztett közérdekű magazin. Első száma 1997. december 5-én jelent meg.

## A lap
Az internetes újság tartalmát tekintve a kultúra, a művelődés széles palettáját kínálja, de nem hiányozhat belőle a szórakozás, a kulturált kikapcsolódás sem. Állandó témái közül kiemelkednek egyrészt a szépirodalmi alkotások: novellák, versek, másrészt az ismeretterjesztő írások a művészet, a történelem, a természettudomány területéről. Rendszeresen beszámol kulturális eseményekről, koncertekről, színházi előadásokról, kiállításokról.
A lap 1997. decembere és 2010. májusa között nyomtatott formában jelent meg - összesen 250 lapszám kerülhetett az olvasók kezébe. Kezdetben kéthetente, 2006. április 7-től havonta jelent meg.
2010. májusa óta a nyomtatott formátum megjelenése szünetel, azóta kizárólag online érhető el. A szerteágazó témákkal összhangban a szerzők köre igen nagy, mind életkorukat, mind szakterületüket tekintve. Így megtalálható közöttük pedagógus, történész, fizikus, jogtudós, építész, festőművész, marketingszakember és középiskolai tanuló vagy egyetemista egyaránt. Főszerkesztője L. Csépányi Katalin.